# Alfred Goodey
Alfred Edward Goodey (1878-1945) est un collectionneur britannique de tableaux, de gravures et de photographies, en particulier ceux ayant un lien avec la ville de Derby, dans les Midlands anglaises.

## Biographie
Alfred Goodey est le fils de William Henry Goodey et Rhoda Strutt. Il est né à Derby en 1878. Il fut scolarisé à domicile et à la Whitworth School avant d'étudier à la faculté d'art de Derby. En 1886, il commença à collectionner des peintures à l'huile, des aquarelles, et des photographies, en cherchant aussi loin qu'en Amérique tout ce qui avait à voir avec Derby. Il passa même des  commandes à des artistes pour peindre des vues contemporaines de Derby, soucieux de laisser une trace de toute chose qui pouvait être détruite ou modifiée.

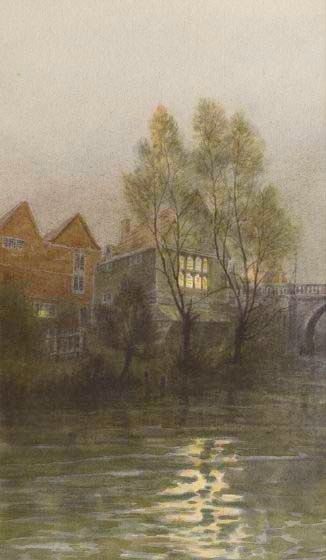
Alfred John Keene: St Mary's on the Bridge - Bridge Chapel by the River Derwent at night

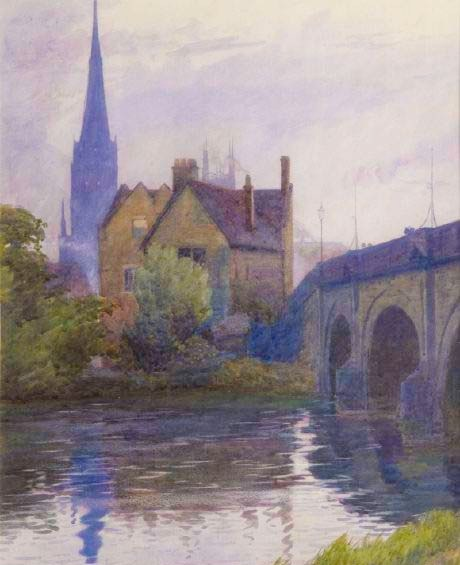
St Marys On The Bridge Ernest Ellis Clark

Alfred Goodey eut des centres d'intérêt variés, dont l'histoire naturelle et les promenades dans le Derbyshire. Il fut acteur shakespearien amateur et fonda un club local en accommodant "The Loft" pour pouvoir répéter, près de sa maison sur Lambourne Road. Il a été décrit comme un homme mondain en culotte de golf, portant la barbe et la moustache et qui fréquentait régulièrement son pub préféré sur Sadler Gate pour débattre des questions du jour. Cependant c'est son goût prononcé pour l'art qui le mena à la présidence du Derby Sketching Club et son œil affuté pour trouver les œuvres qui permettraient de garder une trace de l'histoire de Derby qui lui a assuré sa réputation.
Goodey rassembla un bon nombre d'archives sur la ville de Derby comme elle existait aux XIXe siècle et début XXe siècle et en 1936, il fit don de plus de cinq-cents tableaux au Derby Museum and Art Gallery. Il légua également à la ville d'autres œuvres d'art et 13 000 £ dans le but d'être utilisées pour agrandir le musée. Il mourut à Derby, en 1945 et le musée conserve maintenant, en plus de sa collection, la plus grande collection de tableaux de Joseph Wright of Derby. La collection d'Alfred Goodey comprend des tableaux d'Alfred John Keene, un membre de la famille Keene de Derby, fils du photographe Richard Keene rédacteur du Derby Telegraph et frère de William Caxton Keene. Goodey a aussi donné trois tableaux de l'artiste Ernest Ellis Clark au Derby Museum. On peut aussi compter C.T.Moore parmi ces artistes. Des photos de sa collection ont été publiées par le conseil communal de Derby dans le livre Goodey's Derby.